# 小行星6891
小行星6891（英語：6891 Triconia）是一颗围绕太阳公转的小行星。1976年9月23日，哈佛天文台在哈佛大学天文台发现了此天体。
这颗小行星的绝对星等为207.57040等。